# Pelé (Fußballspieler, 1987)
Vítor Hugo Gomes Paços (* 14. September 1987 in Porto) ist ein portugiesischer ehemaliger Fußballspieler, welcher unter seinen Spitznamen Pelé besser bekannt war.

## Karriere

### Im Verein
In der Jugend kickte der fälschlicherweise auch als Vítor Pelé gerufene Mittelfeldspieler beim SC Salgueiros in Portugal. Nach einer Finanzkrise, die den SC nah an den Rand des Ruins trieb, verließ er den Klub und heuerte bei Benfica Lissabon an. Beim Rekordmeister spielte er nur ein halbes Jahr, ehe ihn Vitória Guimarães abwarb. Nach weiteren sechs Monaten debütierte er für die Seniorenmannschaft in der Segunda Liga, Portugals zweiter Liga. Er wurde mit gerade einmal 18 Jahren Stammspieler seiner Mannschaft und schaffte sogar den Aufstieg in die SuperLiga. Zur Saison 2007/08 warb ihn der italienische Traditionsklub Inter Mailand ab und er spielte fortan für den aktuellen Meister. Sein Debüt für Inter gab er in einem Testspiel gegen den FC Barcelona, das er und seine Mannschaft jedoch mit 0:5 verloren.
Zur Saison 2008/09 wechselte er zum FC Porto, wobei er Vertragsbestandteil des Transfers von Ricardo Quaresma zu Inter Mailand war. Anschließend spielte er als Leihgabe beim FC Portsmouth und Real Valladolid.
Mit Beginn der Saison 2010/11 spielte Pelé in der Türkei bei Eskisehirspor. Die Ablösesumme betrug 420.000 Euro. Der FC Porto behielt 30 % der Transferrechte.
Im Sommer 2013 unterzeichnete Pelé einen Einjahresvertrag beim griechischen Erstligisten Ergotelis. Ob seiner guten Leistungen, wurde u. a. der griechische Rekordmeister Olympiakos Piräus auf ihn aufmerksam. Pelé wechselte noch in der Winterpause der Saison 2013/14 zum Klub aus Piräus. Er unterschrieb einen Dreieinhalbjahresvertrag. Nachdem er nur selten zum Einsatz gekommen war, wurde er im Januar 2015 an den Ligakonkurrenten Levadiakos ausgeliehen. Im Sommer 2015 wechselte Pelé schließlich zum zypriotischen Erstligisten Anorthosis Famagusta. Nach vertragslosen Zeiten und Engagements in Schweden und Rumänien, die keinen Erfolg mehr zeitigten, beendete er 2019 seine Laufbahn.

### In der Nationalmannschaft
Gegen Ende der Saison 2006/07 wurde er in den Kader der U-20-Nationalmannschaft für das alljährlich in Toulon stattfindende Jugendturnier berufen. Nach starken Leistungen bei diesem Wettbewerb wurde er auch zur U-20-Fußball-Weltmeisterschaft 2007 in Kanada eingeladen. Dort absolvierte er drei Einsätze, konnte das Ausscheiden seines Teams in der Gruppenphase jedoch nicht abwenden.

## Erfolge/Titel

### Verein
- Italienischer Meister: 2008
- Griechischer Meister: 2013/14 mit Olympiakos Piräus